# Calathea trianae
Calathea trianae là một loài thực vật có hoa trong họ Marantaceae. Loài này được L.B.Sm. & Idrobo mô tả khoa học đầu tiên năm 1948.